# Hijacker
Hijackers também chamados de spyware, que modificam a página inicial do navegador e, muitas vezes, também redirecionam toda página visitada para uma outra página escolhida pelo programador da praga. A ideia é vender os cliques que o usuário faz nessas páginas, o que gera lucro para o criador do hijacker.
Os hijackers podem ser traduzidos para o português como “sequestradores de navegador”, sendo eles softwares maliciosos que alteram as configurações e os efeitos visuais de um navegador sem o acordo do usuário. Um navegador sequestrado através de publicidades cria um campo perigoso para o indivíduo facilitando as atividades inconvenientes do sequestrador, como o roubo de dados. Para o aparelho ser infectado, basta o usuário instalar programas gratuitos ou apenas clicar em uma propaganda suspeita. 
Com o sequestro desse navegador, esse software malicioso tem acesso às suas navegações podendo instalar diversos outros tipos de vírus, fazendo com que o indivíduo seja redirecionado para páginas que não são do interesse. Então, para se livrar desse malware é preciso desinstalar o software suspeito acessando o painel de programas do computador. A fim de conseguir removê-los, a melhor escolha é a utilização de programas especializadas em detectar e remover malwares. Para isso, o usuário deverá buscar por um programa confiável.